# Liste der Baudenkmäler in Wilhermsdorf
Auf dieser Seite sind die Baudenkmäler in dem mittelfränkischen Markt Wilhermsdorf zusammengestellt. Diese Tabelle ist eine Teilliste der Liste der Baudenkmäler in Bayern. Grundlage ist die Bayerische Denkmalliste, die auf Basis des Bayerischen Denkmalschutzgesetzes vom 1. Oktober 1973 erstmals erstellt wurde und seither durch das Bayerische Landesamt für Denkmalpflege geführt wird. Die folgenden Angaben ersetzen nicht die rechtsverbindliche Auskunft der Denkmalschutzbehörde.

## Baudenkmäler nach Gemeindeteilen

### Wilhermsdorf
| Lage                                   | Objekt                                                   | Beschreibung | Akten-Nr.     | Bild                                      |
| -------------------------------------- | -------------------------------------------------------- | --- | ------------- | ----------------------------------------- |
| Ansbacher Straße 2 (Standort)          | Evangelisch-lutherische Pfarrkirche St. Martin und Maria | Dreischiffige Hallenkirche, verputzter Massivbau mit Satteldach, Nordturm mit Haubendach und südlicher Schaufassade, barock, 1705–14, nach Entwurf von Joseph Greissing; mit Ausstattung. | D-5-73-133-1  | weitere Bilder                            |
| Bahnhofstraße 7 (Standort)             | Wohnhaus                                                 | Zweigeschossiger, traufseitiger Sichtziegelbau mit Mansarddach, Straßenfassade Sandsteinquadermauerwerk, Neurenaissance, spätes 19. Jahrhundert. | D-5-73-133-2  | BW                                        |
| Bergstraße 2 (Standort)                | Gasthaus                                                 | stattlicher, zweigeschossiger und giebelständiger Putzbau mit Halbwalmdach, Schleppgauben und Gesimsgliederung, Gasthausname aufgeputzt, wohl 18. Jh., nach Osten erweitert nach 1827; Festsaal, eingeschossiger, verputzter Ziegelsteinbau mit Halbwalmdach, um 1900                                                                   | D-5-73-133-43 | BW                                        |
| Burgmilchlingstraße 1 (Standort)       | Ehemaliges evangelisches Schulhaus                       | Zweigeschossiger Mansardwalmdachbau, Erdgeschoss zum Teil massiv verputzt, Obergeschoss Sichtfachwerk, 18. Jahrhundert. | D-5-73-133-3  | Ehemaliges evangelisches Schulhaus        |
| Burgmilchlingstraße 3, 5 (Standort)    | Wohnhaus                                                 | Zweigeschossiger Mansardwalmdachbau, Erdgeschoss massiv verputzt, Obergeschoss Sichtfachwerk (westseitig verputzt), 18. Jahrhundert. | D-5-73-133-4  | Wohnhaus                                  |
| Burgmilchlingstraße 6 (Standort)       | Wohnhaus                                                 | Zweigeschossiger Mansardwalmdachbau, verputzt, 18. Jahrhundert. | D-5-73-133-5  | BW                                        |
| Flurstraße 8 (Standort)                | Ausstattung der katholischen Kirche St. Michael          | 15. Jahrhundert. | D-5-73-133-7  | BW                                        |
| Gerberstraße 16 (Standort)             | Reliefs                                                  | Zwei reliefierte Sandsteinplatten vom abgegangenen Schloss, Ende 17. Jahrhundert. | D-5-73-133-8  | BW                                        |
| Hauptstraße 3 a (Standort)             | Ehemalige Synagoge                                       | Sichtziegelsteinbau mit Satteldach und Sandsteingliederung, von Paulus Reichel, 1893. | D-5-73-133-47 | BW                                        |
| Hauptstraße 8 (Standort)               | Wohnhaus                                                 | Zweigeschossiges, giebelständiger Satteldachbau mit massivem Erdgeschoss und Fachwerkobergeschoss, 18./19. Jahrhundert. | D-5-73-133-10 | BW                                        |
| Hauptstraße 20 (Standort)              | Handwerkerhaus                                           | Zweigeschossiger, giebelständiger Satteldachbau mit verputztem Fachwerkobergeschoss und Fachwerkgiebeln, um 1720. | D-5-73-133-46 | BW                                        |
| Hauptstraße 24 a (Standort)            | Toreinfahrt                                              | Hölzerne korbbogige Torrahmung mit Überdachung, bezeichnet mit „1749“. | D-5-73-133-11 | BW                                        |
| Hauptstraße 32 (Standort)              | Gasthaus                                                 | Zweigeschossiger, giebelständiger Satteldachbau mit verputztem Erdgeschoss und Fachwerkobergeschoss, 18. Jahrhundert. | D-5-73-133-12 | Gasthaus                                  |
| Hauptstraße 40 (Standort)              | Wohnhaus                                                 | Zweigeschossiger, giebelständiger Satteldachbau, verputzter Fachwerk- und Massivbau, rückseitig schmaler, zweigeschossiger Seitenflügel mit Satteldach, 18. Jahrhundert. | D-5-73-133-13 | Wohnhaus                                  |
| Hauptstraße 42 (Standort)              | Wohnhaus                                                 | Zweigeschossiger Mansardwalmdachbau mit Aufzugsgaube, Erdgeschoss massiv verputzt, Obergeschoss Fachwerk, rückseitig zweigeschossiger Anbau mit Pultdach, 18. Jahrhundert. | D-5-73-133-14 | Wohnhaus                                  |
| Hauptstraße 44; 42 (Standort)          | Wohnhaus                                                 | Zweigeschossiger Eckbau mit Satteldach, Erdgeschoss Sandstein- und Ziegelmauerwerk, teilweise verputzt, Obergeschoss mit Giebel Sichtfachwerk, frühes 18. Jahrhundert; Hofeinfahrt, hölzernes korbbogiges Hoftor mit Überdachung, frühes 18. Jahrhundert.                                                                               | D-5-73-133-15 | Wohnhaus                                  |
| Hauptstraße 46 (Standort)              | Rathaus, ehemaliges Consulentenhaus                      | Stattlicher, zweigeschossiger Eckbau mit Mansardwalmdach und Giebelgauben, verputzter Massiv- und Fachwerkbau mit polygonalen Eckerkern, 1717/18, rückwärtiger zweigeschossiger Flügelbau, Fachwerkbau mit hölzerner Obergeschoss-Galerie, 1719/20, mit neubarocken Veränderungen.                                                      | D-5-73-133-16 | Rathaus, ehemaliges Consulentenhaus       |
| Hubstraße 1; Nähe Hubstraße (Standort) | Ehemalige Walkmühle                                      | Wohn- und Mühlengebäude, zweigeschossiger Sandsteinquaderbau mit Satteldach, Schleppgauben und Fachwerk-Ostgiebel, eingeschossiger Seitenflügel mit Satteldach und Schleppgauben, 17./18. Jahrhundert, mit technischer Ausstattung des späteren 19. Jahrhunderts; Scheune, eingeschossiger Fachwerkbau mit Satteldach, 18. Jahrhundert. | D-5-73-133-17 | weitere Bilder                            |
| Kirchenstraße 1 (Standort)             | Wohnhaus                                                 | Zweigeschossiger Mansardwalmdachbau mit Giebelgauben, Erdgeschoss massiv verputzt, Obergeschoss freiliegendes Fachwerk, 18. Jahrhundert. | D-5-73-133-18 | Wohnhaus                                  |
| Kirchenstraße 3 (Standort)             | Wohnhaus                                                 | Zweigeschossiger, verputzter Eckbau mit Mansardwalmdach, 18. Jahrhundert. | D-5-73-133-19 | Wohnhaus                                  |
| Kirchenstraße 6 (Standort)             | Wohnhaus                                                 | Zweigeschossiger Eckbau mit Satteldach, massivem Erdgeschoss, und Fachwerkobergeschoss, bezeichnet mit „1794“. | D-5-73-133-20 | Wohnhaus                                  |
| Kirchenstraße 8 (Standort)             | Ehemaliges Kanzleigebäude, jetzt Brauerei                | Zweigeschossiger, im rechten Winkel angelegter Putzbau mit Walmdach und Schleppgauben, Erdgeschoss massiv, Obergeschoss Fachwerk, im Kern 1667–1698. | D-5-73-133-21 | Ehemaliges Kanzleigebäude, jetzt Brauerei |
| Marktplatz 8 (Standort)                | Bau der Ritterschaft                                     | Stattliche Dreiflügelanlage, zweigeschossiger Sandsteinquaderbau mit Walmdach, Mittelrisalit mit Ziergiebel und Freitreppe, um 1720. | D-5-73-133-22 | Bau der Ritterschaft                      |
| Marktplatz 9 (Standort)                | Gasthaus                                                 | Zweigeschossiger Fachwerkbau mit Mansardwalmdach und Aufzugs-Zwerchgaube, 18. Jahrhundert. | D-5-73-133-23 | Gasthaus                                  |
| Mühlstraße 8 (Standort)                | Ehemalige Dorfmühle                                      | Zweigeschossiger Sandsteinquaderbau mit Satteldach, bezeichnet mit „1592“ und „1851“; zugehörig Sägewerk, verbretterter Ständerbau mit Walmdach, 18. Jahrhundert. | D-5-73-133-24 | BW                                        |
| Schloßgartenstraße 11 (Standort)       | Reste eines ehemaligen Wirtschaftshofes: zwei Ecktürme   | Quadratische, zweigeschossige und verputzte Massivbauten mit Pyramidendach, nachmittelalterlich. | D-5-73-133-26 | BW                                        |
| Schloßhof 3 (Standort)                 | Wohnhaus                                                 | Zweigeschossiger, breit gelagerter Mansardwalmdachbau, verputzt, 18. Jahrhundert, im Kern Befestigungsturm des abgegangenen Wasserschlosses bzw. Teil des ehemaligen Wirtschaftshofes. | D-5-73-133-40 | Wohnhaus                                  |
| Schloßhof 7 (Standort)                 | Ehemalige Försterei                                      | Zweigeschossiger Mansardwalmdachbau mit Giebel- und Schleppgauben, verputzt, 17./18. Jahrhundert. | D-5-73-133-25 | Ehemalige Försterei                       |
| Spitalstraße 4 (Standort)              | Ehemalige Spitalkirche                                   | Saalbau mit polygonalem Chorschluss, verputzter Massivbau mit Satteldach und Chordachreiter, 1718/27; ehemaliger Friedhof, Portal mit klassizistischen Kämpfern und Urnenaufsätzen, Kriegerdenkmäler und alte Grabsteine des 19./20. Jahrhunderts.                                                                                      | D-5-73-133-28 | weitere Bilder                            |
| Spitalstraße 9 a – 9 k (Standort)      | Ehemaliges Spital                                        | Zweigeschossiger langgestreckter Sichtfachwerkbau mit Satteldach, im Norden und Süden kleine eingeschossige Satteldachbauten aus verputztem Sandsteinquadermauerwerk und Fachwerk vorgebaut, um 1716. | D-5-73-133-30 | Ehemaliges Spital                         |
| Uferstraße 2 (Standort)                | Ehemaliges Redoutenhaus                                  | Zweigeschossiger, breit gelagerter Mansardwalmdachbau mit Schleppgauben, Putzgliederung und Zwerchgiebel mit Skulpturenaufsätzen, Korbbogenportal, bezeichnet mit „1736“. | D-5-73-133-32 | Ehemaliges Redoutenhaus                   |
| Uferstraße 5 (Standort)                | Wohn- und Geschäftshaus                                  | Zweigeschossiger verputzter Walmdachbau mit Aufzugsgaube, Erdgeschoss massiv, Obergeschoss Fachwerk, um 1709. | D-5-73-133-33 | BW                                        |
| Nördlich des Ortes Wilhermsdorf ()     | Steinkreuz                                               | Sandstein, spätmittelalterlich. | D-5-73-133-35 |                                           |

### Dippoldsberg
| Lage                       | Objekt                                      | Beschreibung                                                                                                 | Akten-Nr.     | Bild |
| -------------------------- | ------------------------------------------- | --- | ------------- | ---- |
| Dippoldsberg 17 (Standort) | Ehemaliges Dorfhirten- oder Dorfschäferhaus | Eingeschossiger, traufseitiger Fachwerkbau mit Satteldach, Stallteil massiv verputzt, bezeichnet mit „1783“. | D-5-73-133-36 | BW   |

### Dürrnfarrnbach
| Lage                        | Objekt                                                  | Beschreibung | Akten-Nr.     | Bild |
| --------------------------- | ------------------------------------------------------- | --- | ------------- | ---- |
| Dürrnfarrnbach 1 (Standort) | Wohnstallhaus                                           | Zweigeschossiger Satteldachbau, Erdgeschoss und Westgiebel aus Sandsteinquadermauerwerk, Obergeschoss Fachwerk, Anfang 18. Jahrhundert. | D-5-73-133-37 | BW   |
| In Dürrnfarrnbach ()        | Kriegerdenkmal für die Gefallenen des Ersten Weltkriegs | sich nach oben verjüngender Pfeiler auf flachem Stufenpodest, davor zwei Rechteckpfeiler mit Kugelaufsätzen, Stampfbeton, um 1920       | D-5-73-133-48 |      |

### Kirchfarrnbach
| Lage                                                    | Objekt                                                 | Beschreibung | Akten-Nr.     | Bild           |
| ------------------------------------------------------- | ------------------------------------------------------ | --- | ------------- | -------------- |
| Nähe Kirchfarrnbach B; Kirchenfarrnbach A 23 (Standort) | Evangelisch-lutherische Pfarrkirche St. Peter und Paul | Sandsteinquaderbau mit Satteldach, Chorturm mit Spitzhelm 15. Jahrhundert, neugotisches Langhaus 1891 von Architekt Kiefer; mit Ausstattung; Kirchhofmauer, Sandsteinquadermauer mit Strebepfeilern, spätmittelalterlich. | D-5-73-133-38 | weitere Bilder |
| Kirchfarrnbach A 29 (Standort)                          | Scheune                                                | Eingeschossiger langgestreckter Satteldachbau, traufseitig verputzt, Südgiebel freiliegendes Fachwerk mit Fensterveränderungen, 18. Jahrhundert. | D-5-73-133-39 | BW             |
| Kirchfarrnbach B 1 (Standort)                           | Pfarrhof                                               | Pfarrhaus, zweigeschossiger Sandsteinquaderbau mit Krüppelwalmdach, nordseitigem Mittelrisalit und zwei Zwerchhäusern, historisierender Bau mit Fachwerkgiebeln und Aufzugswalm, um 1900/01; Backhaus mit Stall, eingeschossiger Satteldachbau, verputzter Massivbau mit Fachwerkgiebel, um 1900/01; Scheune, eingeschossiger Bau mit Krüppelwalmdach und Fledermausgauben, verputzt, um 1900/01. | D-5-73-133-41 | weitere Bilder |

### Lenzenhaus
| Lage                     | Objekt                  | Beschreibung | Akten-Nr.     | Bild           |
| ------------------------ | ----------------------- | --- | ------------- | -------------- |
| Eulengeschrei (Standort) | Israelitischer Friedhof | Anlage des mittleren 15. Jahrhunderts, 1865 erweitert, mit Grabsteinen vornehmlich des 18. bis zur ersten Hälfte des 20. Jahrhunderts. | D-5-73-133-34 | weitere Bilder |

## Ehemalige Baudenkmäler
In diesem Abschnitt sind Objekte aufgeführt, die früher einmal in der Denkmalliste eingetragen waren, jetzt aber nicht mehr. Objekte, die in anderem Zusammenhang also z. B. als Teil eines Baudenkmals weiter eingetragen sind, sollen hier nicht aufgeführt werden. Aktennummern in diesem Abschnitt sind ehemalige, jetzt nicht mehr gültige Aktennummern.

| Lage                                 | Objekt      | Beschreibung | Akten-Nr.     | Bild        |
| ------------------------------------ | ----------- | --- | ------------- | ----------- |
| Wilhermsdorf Denzelberg 1 (Standort) | Denzelmühle | Wohn- und Mühlengebäude, zweigeschossiges Mansardwalmdachhaus mit Ecklisenen und Gurtgesims, Sandsteinquaderbau, nordseitiges Obergeschoss Sichtfachwerk, 18. Jahrhundert, 1854 verändert; Scheune, Massivbau aus Sandsteinquader- und Ziegelmauerwerk mit Satteldach, wohl zweite Hälfte 18./erste Hälfte 19. Jahrhundert. | D-5-73-133-31 | Denzelmühle |